# 43890 Katiaottani
43890 Katiaottani este un asteroid din centura principală de asteroizi.

## Descriere
43890 Katiaottani este un asteroid din centura principală de asteroizi. A fost descoperit pe 31 august 1995 la Observatorul San Vittore din Bologna. Asteroidul prezintă o orbită caracterizată de o semiaxă mare de 2,30 ua, o excentricitate de 0,24 și o înclinație de 2,9° în raport cu ecliptica.